# ماريو فلوريس
ماريو فلوريس (بالإسبانية: Mario Flores)‏ هو لاعب كرة قدم وحكم كرة قدم ومدرب كرة قدم بيروفي، (و. 1973  م). لعب مع كارلوس مانوتشي ‏.

## وصلات خارجية
- ماريو فلوريس على موقع قاعدة بيانات كرة القدم.إي يو (الإنجليزية)